# Benjamin Vanninen
Benjam „Benjamin” Vanninen (ur. 29 czerwca 1921 w Rautalahti, zm. 22 lipca 1975 w Heinola) – fiński biegacz narciarski, brązowy medalista olimpijski.

## Kariera
Igrzyska olimpijskie w Sankt Moritz w 1948 roku były pierwszymi i zarazem ostatnimi w jego karierze. Wywalczył tam brązowy medal w biegu na dystansie 50 km techniką klasyczną. Wyprzedzili go jedynie dwaj Szwedzi: zwycięzca Nils Karlsson i drugi na mecie Harald Ericson. Był to jego jedyny start na tych igrzyskach.
Nie startował na mistrzostwach świata. W 1946 i 1948 roku wygrał bieg na 50 km podczas zawodów Salpausselän Kisat. Nie zdobył tytułu mistrza Finlandii, ale zdobył srebrne medale w biegu na 18 km w 1945 i 1947 roku. Zwyciężył także na dystansie 50 km w Ounasvaara w 1946 i 1947 roku.
Jego brat Pekka Vanninen również reprezentował Finlandię w biegach narciarskich.

## Osiągnięcia

### Igrzyska olimpijskie
| Miejsce | Dzień    | Rok  | Miejscowość  | Konkurencja             | Wynik     | Strata    | Zwycięzca     |
| ------- | -------- | ---- | ------------ | ----------------------- | --------- | --------- | ------------- |
| 3.      | 6 lutego | 1948 | Sankt Moritz | 50 km stylem klasycznym | 3:47:48 h | +9:40 min | Nils Karlsson |